# Carolina Panthers 1999
La stagione 1999 dei Carolina Panthers è stata la 5ª della franchigia nella National Football League, la prima con George Seifert come capo-allenatore.

## Calendario
| Turno | Data               | Avversario             | Risultato          | Risultato          | TV                 | Stadio                   | Pubblico |
| Turno | Data               | Avversario             | Punteggio          | Record             | TV                 | Stadio                   | Pubblico |
| ----- | ------------------ | ---------------------- | ------------------ | ------------------ | ------------------ | ------------------------ | -------- |
| 1     | 12/9               | at New Orleans Saints  | S 10–19            | 0–1                | FOX 1:00 pm        | Louisiana Superdome      | 58,166   |
| 2     | 19/9               | Jacksonville Jaguars   | S 20–22            | 0–2                | CBS 1:00 pm        | Ericsson Stadium         | 64,261   |
| 3     | 26/9               | Cincinnati Bengals     | V 27–3             | 1–2                | CBS 1:00 pm        | Ericsson Stadium         | 61,269   |
| 4     | 3/10               | at Washington Redskins | S 36–38            | 1–3                | FOX 1:00 pm        | Jack Kent Cooke Stadium  | 76,831   |
| 5     | Settimana di pausa | Settimana di pausa     | Settimana di pausa | Settimana di pausa | Settimana di pausa | Settimana di pausa       |          |
| 6     | 17/10              | at San Francisco 49ers | V 31–29            | 2–3                | FOX 4:00 pm        | 3Com Park                | 68,151   |
| 7     | 24/10              | Detroit Lions          | S 9–24             | 2–4                | FOX 1:00 pm        | Ericsson Stadium         | 64,332   |
| 8     | 31/10              | at Atlanta Falcons     | S 20–27            | 2–5                | FOX 1:00 pm        | Georgia Dome             | 52,594   |
| 9     | 7/11               | Philadelphia Eagles    | V 33–7             | 3–5                | FOX 1:00 pm        | Ericsson Stadium         | 62,569   |
| 10    | 14/11              | at St. Louis Rams      | S 10–35            | 3–6                | FOX 1:00 pm        | Trans World Dome         | 65,595   |
| 11    | 21                 | at Cleveland Browns    | V 31–17            | 4–6                | FOX 1:00 pm        | Cleveland Browns Stadium | 72,818   |
| 12    | 28/11              | Atlanta Falcons        | V 34–28            | 5–6                | ESPN 8:30 pm       | Ericsson Stadium         | 55,507   |
| 13    | 5/12               | St. Louis Rams         | S 21–34            | 5–7                | FOX 1:00 pm        | Ericsson Stadium         | 62,285   |
| 14    | 12/12              | at Green Bay Packers   | V 33–31            | 6–7                | FOX 1:00 pm        | Lambeau Field            | 59,869   |
| 15    | 18/12              | San Francisco 49ers    | V 41–24            | 7–7                | FOX 4:00 pm        | Ericsson Stadium         | 62,373   |
| 16    | 26/12              | at Pittsburgh Steelers | S 20–30            | 7–8                | FOX 1:00 pm        | Three Rivers Stadium     | 39,428   |
| 17    | 2/1                | New Orleans Saints     | V 45–13            | 8–8                | FOX 1:00 pm        | Ericsson Stadium         | 56,929   |